# Риги
Ри́ги —  село в Україні, у Лохвицькій міській громаді Миргородського району Полтавської області. Розташоване в мальовничій місцевості, поблизу витоку річки Сулиці.
Населення становить 428 осіб. Колишній орган місцевого самоврядування — Ригівська сільська рада.

## Географія
Село Риги знаходиться за 2 км від міста Лохвиця, за 1 км від села Криниця та примикає до села Венслави. По селу протікає пересихаючий струмок з загатою.

## Історія та пам'ятки села
Поряд з селом є городище роменської культури та давньоруських часів (ІХ-ХІІІ ст.), збереглося багато курганів різних епох та народів. Власне село Риги вперше згадується у 1721 році.
В 1792 році тут збудували дерев'яну Свято-Вознесенську церкву, яка за часів СРСР була знищена. Однак в Ригах збереглася інша, не менш цінна пам'ятка української культури - Земська однокомплектна школа, зведена протягом 1912-1913 років за проектом знаменитого українського архітектора, художника етнографа, фольклориста Опанаса Сластіона. Школа входила до групи шкіл Лохвицького земства.
12 червня 2020 року, відповідно до розпорядження Кабінету Міністрів України № 721-р «Про визначення адміністративних центрів та затвердження територій територіальних громад Полтавської області», село увійшло до складу Лохвицької міської громади.
19 липня 2020 року, в результаті адміністративно - територіальної реформи та ліквідації Лохвицького району, село увійшло до складу новоутвореного Миргородського району Полтавської області.

## Економіка
- Молочно-товарна ферма.
- «Злагода», ТОВ.

## Об'єкти соціальної сфери
- Школа І-ІІ ст.

## Відомі люди
У Ригах народився Никифор Дмитрович Борисяк — український геолог, географ, ґрунтознавець, гідролог, професор Харківського університету. .

## Галерея

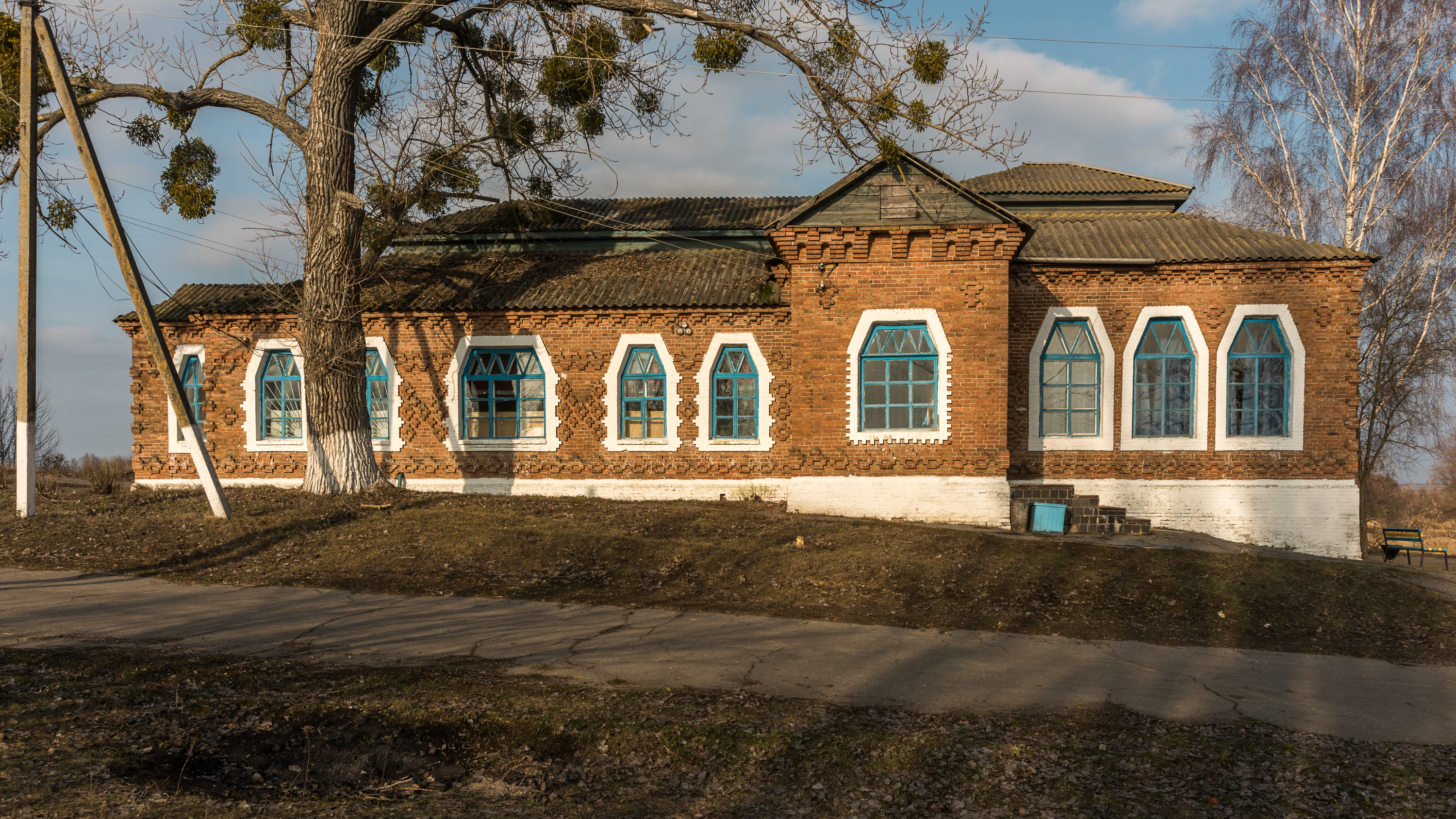
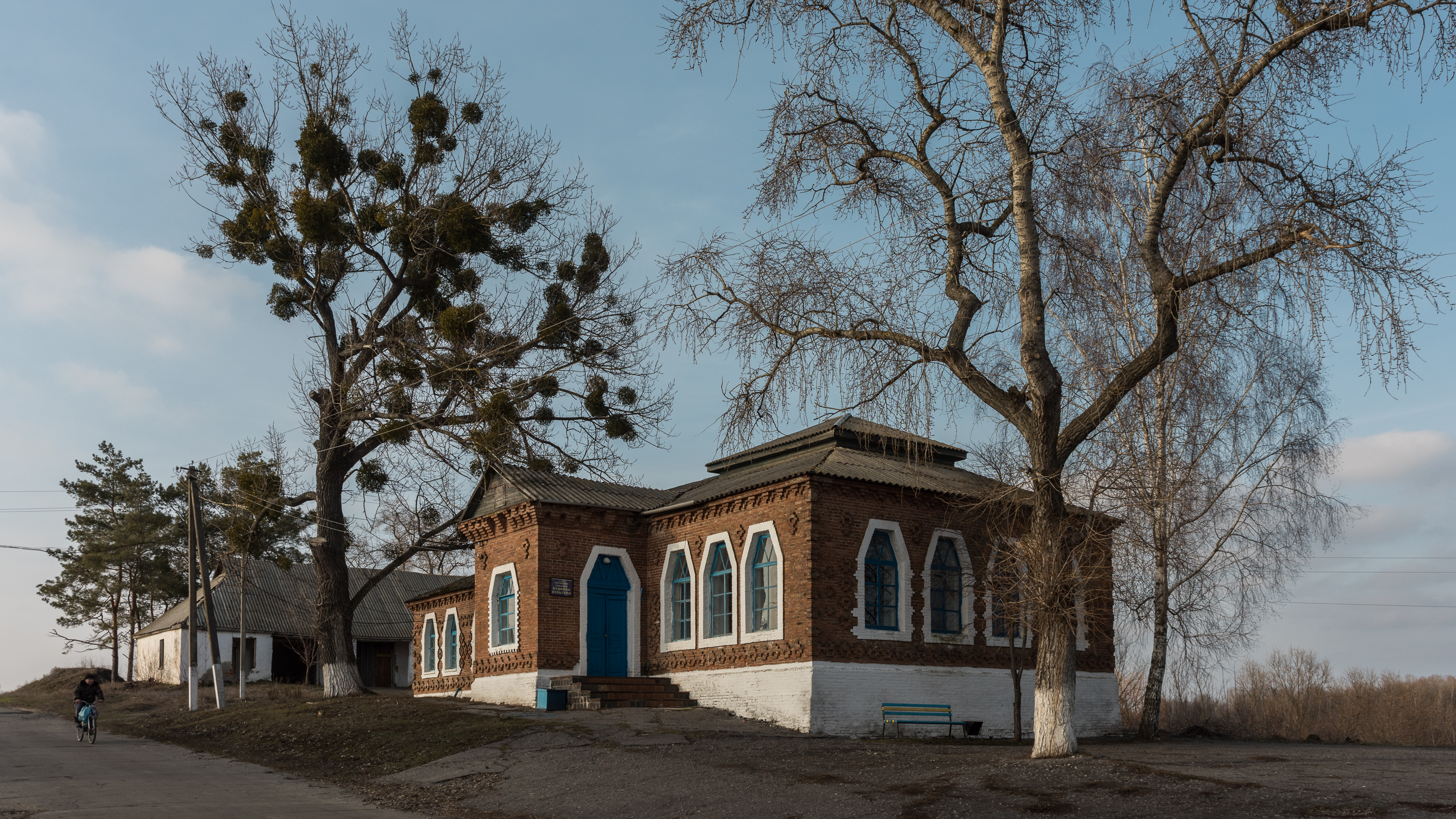
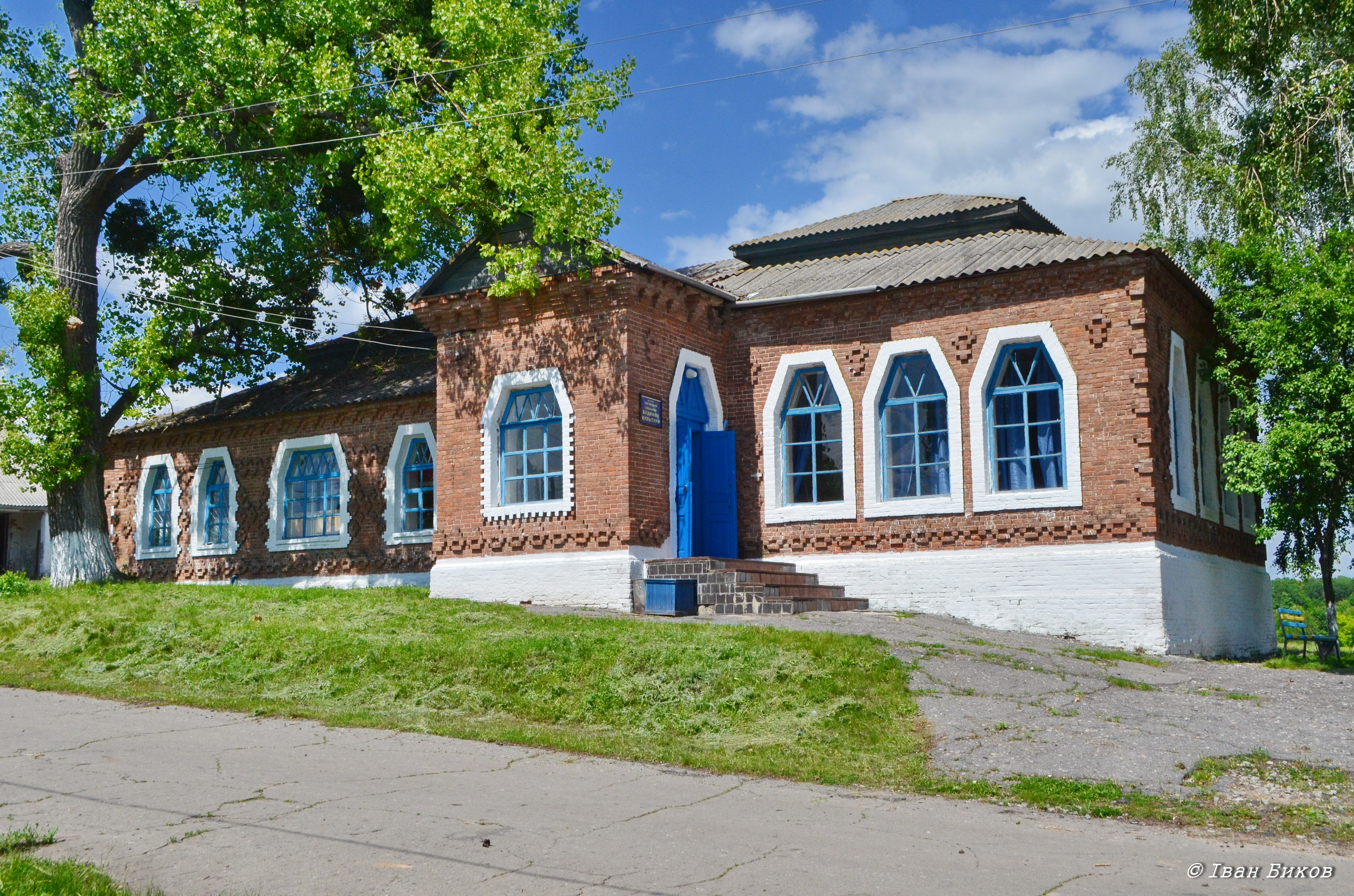

Земська школа в Ригах